# Glaucomys sabrinus
La ardilla voladora del norte (Glaucomys sabrinus) es una de las tres especies del género Glaucomys, las únicas ardillas voladoras que habitan en América del Norte (las otras son la  ardilla voladora del Sur, G. volans -un poco más pequeña- y la ardilla voladora de Humboldt, "G. oregonensis", recientemente descubierta). A diferencia de la mayoría de los miembros de su familia, las ardillas voladoras son estrictamente nocturnas.

## Hábitat y rango
La ardilla voladora del norte se encuentra en bosque de coníferas y bosques mixtos con coníferas en las latitudes norte de América del Norte, desde Alaska hasta Nueva Escocia, al sur hasta las montañas de Carolina del Norte y al oeste hasta California. Las poblaciones sobre la costa del Pacífico de Estados Unidos son genéticamente diferentes de aquellas de G. sabrinus que habitan en el resto de América del Norte, aunque se considera pertenecen a la misma especie.
En el sector sur de los Apalaches existen dos subespecies, la ardilla voladora del Carolina del Norte, G. s. coloratus, y la ardilla voladora del norte de Virginia ambas especies se encuentran en peligro de extinción, si bien la subespecie de Virginia subespecies se ha recuperado al punto que fue sacada de la lista en agosto del 2008. En California, el rango llega hasta el valle de Yosemite.
El U.S. Fish and Wildlife Service colocó nuevamente en junio del 2011 a la ardilla voladora bajo protección.

## Descripción
Estos roedores nocturnos arbóreos poseen una gruesa piel de color marrón claro o canela en la parte superior de su cuerpo y de color grisácea en sus laterales y blanquecina en su vientre. Tienen ojos grandes y una cola plana. También son identificables por sus largos bigotes, elemento característico común de los mamíferos nocturnos. El adulto de la ardilla voladora del Norte mide de 25 a 37 cm de largo, y pesan entre 110 a 230 gramos.

## Vuelo

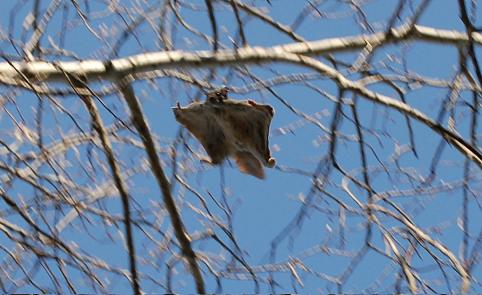
Una ardilla voladora del Norte planeando.

Las ardillas voladoras en realidad no vuelan, sino que planean utilizando un patagium producto de un pliegue de su piel. Desde la parte superior de los árboles, las ardillas voladoras inician vuelos tanto comenzando con una breve carrera o desde una posición detenida estirando sus miembros bajo el cuerpo, retrayendo sus cabezas, y luego lanzándose desde el árbol. Se cree que utilizan triangulación para estimar la distancia al aterrizaje al balancearse de lado a lado antes de saltar. Una vez en el aire, forman una "X" extendiendo sus miembros, con lo cual estiran su membrana que adopta una forma cuadrangular y planean en un descenso a ángulos de 30 a 40 grados. Maniobran con suma eficiencia en el aire, pudiendo realizar giros de 90 grados para sortear obstáculos. Justo antes de alcanzar un árbol, elevan sus colas planas lo cual modifica de manera abrupta su trayectoria tornándola ascendente, y apuntan todos sus miembros hacia adelante para crear un efecto paracaídas con la membrana de manera de reducir el impacto al aterrizar. Los miembros absorben el resto del impacto, e inmediatamente las ardillas corren al lado opuesto del tronco o a la punta del árbol evitar quedar expuestas a depredadores. Si bien son elegantes en su vuelo, son muy torpes para caminar y por lo tanto si estando en el suelo detectan un peligro, prefieren esconderse en vez de intentar un escape.

## Dieta
Una de los alimentos más importantes de las ardillas son los fungi (trufas) de diversas especies, aunque también consumen líquenes, hongos, todo tipo de nueces y frutos del bosque, savia de árbol, insectos, carroña, huevos de aves y pichones, brotes y flores. Las ardillas ubican a las trufas con ayuda de su  olfato, aunque parece que también utilizan pistas tales como la presencia de monolitos de madera muerta, que indican un tronco en descomposición, y la memoria espacial de los sitios en los cuales encontraron trufas en el pasado.
La ardilla voladora del Norte también almacena alimentos para cuando los suministros son escasos. Estos escondites son cavidades en árboles, como también en los nidos de las ardillas. Por lo general almacenan líquenes y semillas.
El liquen Bryoria fremontii es probablemente una importante fuente de alimentación en la zona de Sierra Nevada, Estados Unidos.: 4 

## Ecología
La ardilla voladora del norte disemina esporas de los hongos de los cuales se alimenta.